# Atletiek op de Olympische Zomerspelen 2020 – 1500 meter vrouwen
De 1500 meter voor vrouwen  op de Olympische Zomerspelen 2020 vond plaats op maandag 2, woensdag 4 en vrijdag 6 augustus 2021 in het  Olympisch Stadion. 

## Records
Voorafgaand aan het toernooi waren dit het wereldrecord en het olympisch record.
| Wereldrecord     | Genzebe Dibaba | 3.50,07 | Monaco | 17 juli 2015      |
| Olympisch record | Paula Ivan     | 3.53,68 | Seoul  | 26 september 1988 |

## Resultaten
De volgende afkortingen worden gebruikt:
- Q - Gekwalificeerd door eindplaats
- q - Gekwalificeerd door eindtijd
- DNF Niet aangekomen
- PB Persoonlijke besttijd
- SB Beste seizoenstijd van een atleet

### Series
De eerste zes atleten plaatsen zich direct voor de finale (Q), daarnaast gaan de zes tijdssnelsten door (q).

#### Serie 1
| Rang | Atlete                   | Land | Tijd    | Bijz, |
| ---- | ------------------------ | ---- | ------- | ----- |
| 1    | Gabriela DeBues-Stafford | CAN  | 4.03,70 | Q     |
| 2    | Laura Muir               | GBR  | 4.03,89 | Q     |
| 3    | Winny Chebet             | KEN  | 4.03,93 | Q     |
| 4    | Sara Kuivisto            | FIN  | 4.04,10 | Q, NR |
| 5    | Freweyni Hailu           | ETH  | 4.04,12 | Q     |
| 6    | Kristiina Mäki           | CZE  | 4.04,55 | Q, PB |
| 7    | Marta Pérez              | ESP  | 4.04,76 | q, PB |
| 8    | Cory McGee               | USA  | 4.05,15 | q     |
| 9    | Elise Vanderelst         | BEL  | 4.05,63 | q     |
| 10   | Ciara Mageean            | IRL  | 4.07,29 |       |
| 11   | Federica Del Buono       | ITA  | 4.07,70 | SB    |
| 12   | Laura Galvan             | MEX  | 4.08,15 |       |
| 13   | Salomé Afonso            | POR  | 4.10,80 |       |
| 14   | Georgia Griffith         | AUS  | 4.14,43 | SB    |
| 15   | Hanna Klein              | GER  | 4.14,83 |       |

#### Serie 2
| Rang | Atlete                    | Land | Tijd           | Bijz, |
| ---- | ------------------------- | ---- | -------------- | ----- |
| 1    | Sifan Hassan              | NED  | 4.05,17        | Q     |
| 2    | Jessica Hull              | AUS  | 4.05,28        | Q     |
| 3    | Elinor Purrier St, Pierre | USA  | 4.05,34        | Q     |
| 4    | Gaia Sabbatini            | ITA  | 4.05,41        | Q     |
| 5    | Lemlem Hailu              | ETH  | 4.05,49 (,485) | Q     |
| 6    | Diana Mezulianikova       | CZE  | 4.05,49 (,490) | Q, PB |
| 7    | Revee Walcott-Nolan       | GBR  | 4.06,23        | PB    |
| 8    | Esther Guerrero           | ESP  | 4.07,08        |       |
| 9    | Ran Urabe                 | JPN  | 4.07,90        | PB    |
| 10   | Natalia Hawthorn          | CAN  | 4.08,04        |       |
| 11   | Claudia Bobocea           | ROU  | 4.09,19        |       |
| 12   | Edinah Jebitok            | KEN  | 4.10,72        | qR    |
| 13   | Aisha Praught-Leer        | JAM  | 4.15,31        |       |
| 14   | Anjelina Lohalith         | EOR  | 4.31,65        | PB    |
| 15   | María Pía Fernández       | URU  | 4.59,36        |       |

#### Serie 3
| Rang | Atlete             | Land | Tijd    | Bijz, |
| ---- | ------------------ | ---- | ------- | ----- |
| 1    | Faith Kipyegon     | KEN  | 4.01,40 | Q     |
| 2    | Winnie Nanyondo    | UGA  | 4.02,24 | Q     |
| 3    | Linden Hall        | AUS  | 4.02,27 | Q     |
| 4    | Nozomi Tanaka      | JPN  | 4.02,33 | Q, NR |
| 5    | Serieher MacLean   | USA  | 4.02,40 | Q     |
| 6    | Katie Snowden      | GBR  | 4.02,77 | Q, PB |
| 7    | Lucia Stafford     | CAN  | 4.03,52 | q, PB |
| 8    | Martyna Galant     | POL  | 4.05,03 | q, PB |
| 9    | Caterina Granz     | GER  | 4.06,22 | q, SB |
| 10   | Marta Pen          | POR  | 4.07,33 |       |
| 11   | Sarah Healy        | IRL  | 4.09,78 |       |
| 12   | Diribe Welteji     | ETH  | 4.10,25 |       |
| 13   | Simona Vrzalová    | CZE  | 4.19,46 |       |
| —    | Souhra Ali Mohamed | DJI  | DNF     |       |
| —    | Rababe Arafi       | MAR  | DNF     |       |

### Halve finales
De vijf snelsten van elke halve finale kwalificeerden zich direct voor de finale. Van de overgebleven atleten kwalificeerden de twee tijdsnelsten zich ook voor de finale. 

#### Halve finale 1
| Rang | Atlete                    | Land | Tijd    | Bijz. |
| ---- | ------------------------- | ---- | ------- | ----- |
| 1    | Faith Kipyegon            | KEN  | 3.56,80 | Q     |
| 2    | Freweyni Hailu            | ETH  | 3.57,54 | Q     |
| 3    | Gabriela DeBues-Stafford  | CAN  | 3.58,28 | Q, SB |
| 4    | Jessica Hull              | AUS  | 3.58,81 | Q, AR |
| 5    | Nozomi Tanaka             | JPN  | 3.59,19 | Q, NR |
| 6    | Elinor Purrier St. Pierre | USA  | 4.01,00 | q     |
| 7    | Kristiina Mäki            | CZE  | 4.01,23 | q, NR |
| 8    | Gaia Sabbatini            | ITA  | 4.02,25 | PB    |
| 9    | Katie Snowden             | GBR  | 4.02,93 |       |
| 10   | Martyna Galant            | POL  | 4.06,01 |       |
| 11   | Cory McGee                | USA  | 4.10,39 | qR    |
| 12   | Caterina Granz            | GER  | 4.10,93 |       |
| 13   | Winny Chebet              | KEN  | 4.11,62 |       |

#### Halve finale 2
| Rang | Atlete              | Land | Tijd    | Bijz. |
| ---- | ------------------- | ---- | ------- | ----- |
| 1    | Sifan Hassan        | NED  | 4.00,23 | Q     |
| 2    | Laura Muir          | GBR  | 4.00,73 | Q     |
| 3    | Linden Hall         | AUS  | 4.01,37 | Q     |
| 4    | Winnie Nanyondo     | UGA  | 4.01,64 | Q     |
| 5    | Marta Pérez         | ESP  | 4.01,69 | Q, PB |
| 6    | Lucia Stafford      | CAN  | 4.02,12 | PB    |
| 7    | Sara Kuivisto       | FIN  | 4.02,35 | NR    |
| 8    | Diana Mezulianikova | CZE  | 4.03,70 | PB    |
| 9    | Lemlem Hailu        | ETH  | 4.03,76 |       |
| 10   | Marta Pen           | POR  | 4.04,15 | SB    |
| 11   | Elise Vanderelst    | BEL  | 4.04,86 |       |
| 12   | Heather MacLean     | USA  | 4.05,33 |       |
| 13   | Edinah Jebitok      | KEN  | 4.05,56 |       |

### Finale
| Rang   | Atlete                    | Land | Tijd    | Bijz. |
| ------ | ------------------------- | ---- | ------- | ----- |
| Goud   | Faith Kipyegon            | KEN  | 3.53,11 | OR    |
| Zilver | Laura Muir                | GBR  | 3.54,50 | NR    |
| Brons  | Sifan Hassan              | NED  | 3.55,86 |       |
| 4      | Freweyni Hailu            | ETH  | 3.57,60 |       |
| 5      | Gabriela DeBues-Stafford  | CAN  | 3.58,93 |       |
| 6      | Linden Hall               | AUS  | 3.59,01 | PB    |
| 7      | Winnie Nanyondo           | UGA  | 3.59,80 | SB    |
| 8      | Nozomi Tanaka             | JPN  | 3.59,95 |       |
| 9      | Marta Pérez               | ESP  | 4.00,12 | PB    |
| 10     | Elinor Purrier St, Pierre | USA  | 4.01,75 |       |
| 11     | Jessica Hull              | AUS  | 4.02,63 |       |
| 12     | Cory McGee                | USA  | 4.05,50 |       |
| 13     | Kristiina Mäki            | CZE  | 4.11,76 |       |

1972: Ljoedmila Bragina ·
1976: Tatjana Kazankina ·
1980: Tatjana Kazankina ·
1984: Gabriella Dorio ·
1988: Paula Ivan ·
1992: Hassiba Boulmerka ·
1996: Svetlana Masterkova ·
2000: Nouria Mérah-Benida ·
2004: Kelly Holmes ·
2008: Nancy Langat ·
2012: Maryam Jamal ·
2016: Faith Kipyegon ·
2020: Faith Kipyegon ·
2024: Faith Kipyegon